# Isabel Maddison
Ada Isabel Maddison (Cumberland, Reino Unido, 12 de abril de 1869 - Pensilvania, Estados Unidos, 22 de octubre de 1950) fue una matemática británica. 
Conocida por su trabajo en matemática sobre ecuaciones diferenciales.

## Biografía
Isabel Maddison ingresó en el Universidad de Cardiff en 1885. Recibió una beca del gremio de trabajadores de la tela para estudiar en el Girton College  de la Universidad de Cambridge, donde se matriculó en 1889. Una compañera de estudios que se matriculó en Girton al mismo tiempo que Maddison fue Grace Chisholm (más tarde Grace Chisholm Young). Maddison asistió a conferencias en Cambridge impartidas por Cayley, Whitehead y Young. En 1892 Maddison aprobó el examen Cambridge Mathematical Tripos y obtuvo un título de Primera Clase, equivalente al vigésimo séptimo Wrangler, pero no se le permitió recibir un título, ya que, en este momento, las mujeres no podían obtener formalmente un título en Cambridge. En cambio, recibió el título de Licenciada en Ciencias con Honores de la Universidad de Londres en 1893. Su compañera de estudios Grace Chisholm también obtuvo un título de Primera Clase en los mismos exámenes de Matemáticas Tripos.

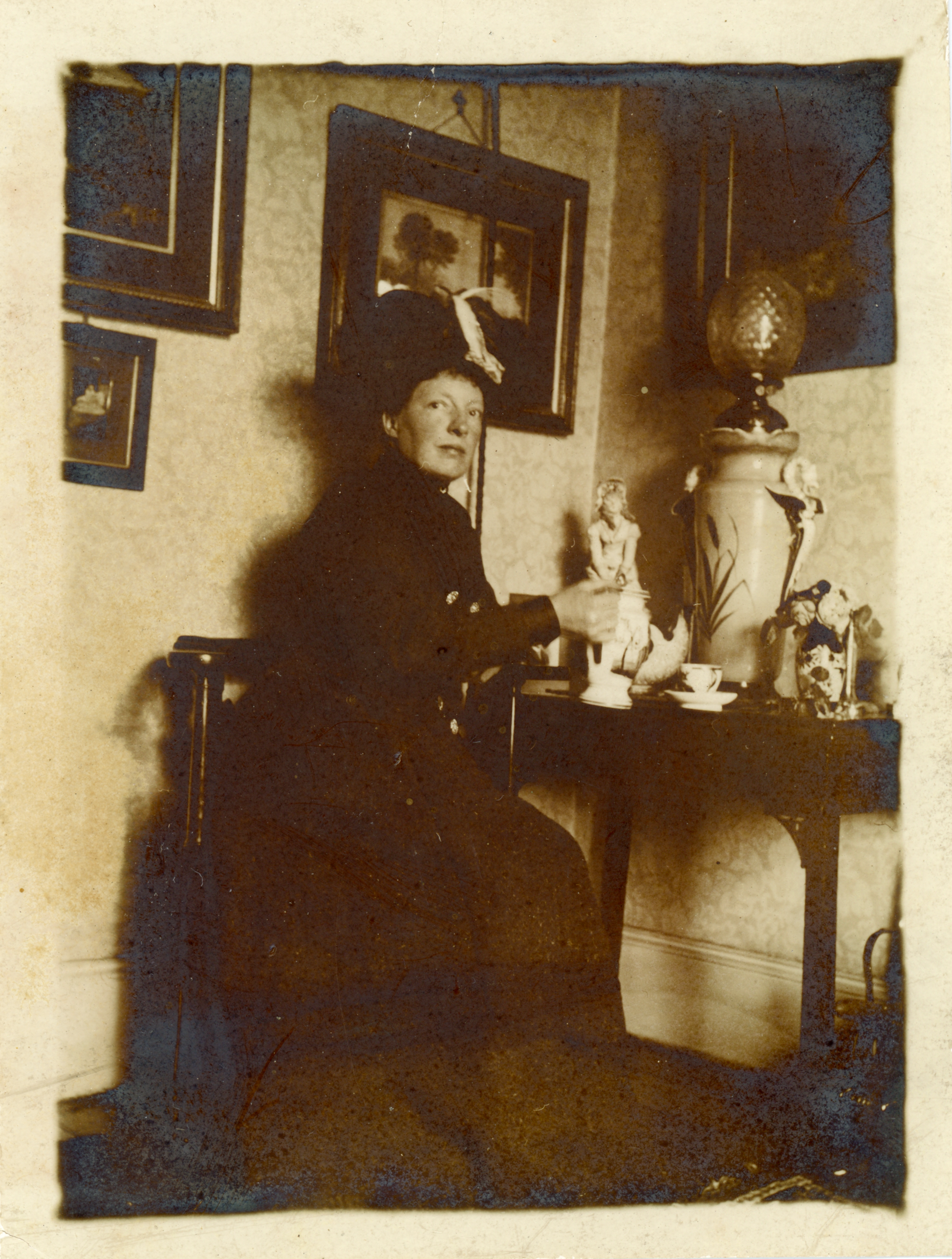
Isabel Maddison c. de 1900

Al completar sus estudios en Cambridge, Maddison recibió una beca que le permitió pasar desde 1892 a 1893 en Bryn Mawr College en los Estados Unidos. Allí realizó una investigación bajo la dirección de Charlotte Scott, la primera mujer en obtener un título de Primera Clase en Cambridge en 1880. Maddison recibió la beca residente de matemáticas,  y luego una beca Mary E. Garrett para estudiar en el extranjero. Utilizó este último para estudiar en la Universidad de Göttingen desde 1893 al 1894, donde asistió a conferencias de Félix Klein y David Hilbert.  Justo antes de eso, en 1893, Maddison se presentó a los exámenes de la Universidad de Londres y como resultado obtuvo una licenciatura con honores.
Recibió su doctorado del Bryn Mawr College en 1896.

## Galardones
En 1897, fue elegida miembro de la  Sociedad Estadounidense de Matemática y miembro vitalicio de la Sociedad Londinense de Matemáticas. También es miembro de las Hijas del Imperio Británico.